# Cortes de Lisboa de 1389
Convocadas por D. João I, realizaram-se as Cortes de Lisboa de 1389 nesta cidade e nesta data. Nestas Cortes, D. João I faz aprovar um conjunto de legislação que visa reforçar a capacidade de intervenção da administração régia. Retira-se à nobreza o controlo direto (no âmbito da dependência feudal) sobre grande parte dos homens mobilizáveis para a guerra (generalizando a quase todo o país e transferindo para a coroa o mecanismo do recrutamento e pagamento dos soldados iniciado com os besteiros do conto, inicialmente da responsabilidade dos concelhos urbanos).
Criam-se soluções que permitiam a recuperação de parte importante das terras doadas pelo novo monarca como prémio dos serviços prestados por alguns dos que apoiaram a sua causa (preocupação mais tarde generalizada por D. Duarte através da chamada «Lei Mental».
Decreta-se uma nova quebra de moeda e determina-se a concessão pelos «homens bons» dos principais concelhos do país, de um empréstimo forçado ao rei.
Inicia-se, pela primeira vez em Portugal, um esforço de compilação e sistematização de todas as leis em vigor, tarefa apenas concluída durante o reinado de D. Afonso V.